# Banco San Juan
El Banco San Juan es la entidad financiera más importante de la Provincia de San Juan. Es un banco comercial de capital de carácter regional con una clientela de 202.181 personas y 2.774 empresas. Es la principal referencia en el sector minero [cita requerida] y además es el principal agente financiero del Estado de la provincia de San Juan. Es propiedad de Grupo Banco San Juan.
Tiene la casa central ubicada en la Avenida Ignacio de la Roza 85 Oeste, Ciudad de San Juan. También cuenta con varios centros de pagos y diversas sucursales en el interior de la provincia, así como sucursales en la Ciudad Autónoma de Buenos Aires y Mendoza.

## Actividades
Junto con Banco Santa Cruz, Nuevo Banco de Entre Ríos y el Nuevo Banco de Santa Fe, conforma el Grupo Banco San Juan, que se ubica entre las 10 principales entidades del sistema financiero argentino. Cada uno de estos bancos son agentes financieros de sus respectivas provincias de origen, donde lideran en depósitos y préstamos del sector privado, y mantienen su calificación para endeudamiento de corto plazo en A1(arg) y para largo plazo en AA-(arg) por su favorable desempeño, reflejado en su capacidad de generación de utilidades, elevada liquidez y la calidad de su cartera.
Posee una extensa red de sucursales y dependencias que facilitan la gestión operativa y aseguran la llegada a todos los rincones de la región.
Se concentran en el área de servicios financieros al sector privado y sector público, impulsando y acompañando el crecimiento de los distintos actores económicos regionales a través de una amplia gama de productos y servicios y conjuntamente con el gobierno de la provincia.
El Banco centraliza en la provincia la totalidad de su patrimonio y el control de las decisiones estratégicas y los planes de mediano y largo plazo.
Las políticas establecidas por el Directorio para acompañar, impulsar y sostener el crecimiento de la economía provincial se reflejan en la evolución del market share, principalmente en la asistencia al sector privado no financiero.

## Historia
Fundado en 1943 y bajo gestión del Grupo Banco San Juan desde 1996, el banco es una herramienta para las operaciones de comercio internacional de las empresas de la región. «Banco San Juan» tiene uno de los mejores promedios de Up Time y es una de las entidades del sistema con mayor volumen de transacciones en cajeros automáticos propios. A mediados del año 2010 creó un sector exclusivo en la plaza financiera local, para la atención de los grandes proyectos mineros y su cadena de valor. A su vez, la «Banca Empresa Tradicional» atiende a las actividades agroindustriales y la asistencia a los productores, que alcanza también a la provincia de Mendoza.

## Fundación Banco San Juan
La Fundación promueve la educación y la cultura de la provincia de San Juan a través de la investigación e innovación tecnológica. Otorga becas a estudiantes y capacitaciones a maestros. Los empleados participan de la fundación a través del voluntariado.